# 빨간 리본

빨간 리본 에이즈의 날.

빨간 리본(영어: red ribbon, 레드 리본)은 인식 리본으로 후천면역결핍증후군 감염자들의 연대, 약물 남용, 음주 운전의 인식 및 예방의 상징으로 사용된다. 캐나다에서는 빨간 리본은 다발성 경화증을 가진 캐나다인을 나타낸다.

## 개요
빨간 리본은 다음과 같은 3가지를 상징한다.
- 첫째, 에이즈 감염인과 환자, 그들의 가족에 대한 보호와 관심을 상징.
- 둘째, 치료제 개발과 감염인들의 건강한 삶에 대한 희망의 상징.
- 셋째, 에이즈 예방과 치료, 예방백신 개발을 위해 헌신하는 보건의료인과 학자,

또한 이들의 활동을 지원하는 모든 후원자들에 대한 지지의 상징.

## 역사와 의미
1991년 폴 자바라를 중심으로 한 '비주얼 에이즈(Visual AIDS)'에 의해 창안된 에이즈 리본의 빨간색은 후천면역결핍증후군이 피의 교환에 의한 전염병임을 알리는 동시에 사랑과 정열을 뜻한다. 에이즈 감염인들의 인권을 보호하고 지지하며, 이해하고 있음을 표현하고자 하는 표식이며 후천면역결핍증후군 질환에 대한 사회적 교육을 강조하고 후천면역결핍증후군 환자들과 그들을 위해 일하는 모든 사람들에 대한 지지의 표현이기도 하다.
1991년 미국의 토니상(Tomy Award) 시상식에서 영화배우 제러미 아이언스가 리본을 달고 참석한 것이 에이즈 리본의 공식석상 데뷔하였다. 에이즈가 전 세계로 확산됨에 따라 에이즈 리본도 전 세계로 퍼져나갔고 이제 전 세계 에이즈 예방과 퇴치를 위한 행사에서 상징물이 되었다.

## 사진

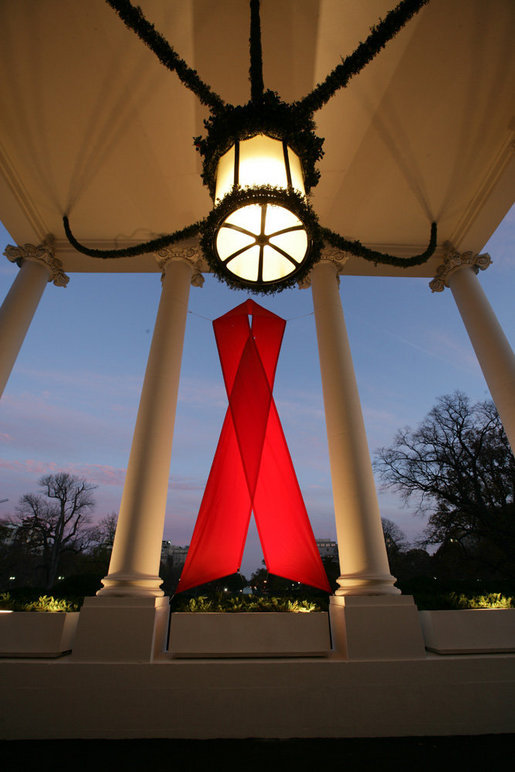
2007년 11월 30일 세계 에이즈의 날을 기념해 백악관에 걸린 빨간 리본.

## 참조 사이트
- 한국 에이즈 예방 재단
- 한국 가톨릭 빨간 리본
- 에이즈 정보 센터
- 한국 에이즈 퇴치 연맹 보관됨 2012-01-09 - 웨이백 머신

## 같이 보기
- 바스 훈장
- 폴 자바라
- 번문욕례
- 홍위병
- 세계 에이즈의 날